# Марилејди Паулино
Марилејди Паулино (енгл. Marileidy Paulino; Низао, 25. октобар 1996.) доминиканска je атлетичарка,спринтерка специјализована за трку на 400 метара. Освојила је сребрну медаљу на Олимпијским играма у Токију 2020. године, поставши прва жена из Доминиканске Републике која је освојила појединачну олимпијску медаљу у атлетици. На следећим Летњим олимпијским играма у Паризу, освојила је златну медаљу на 400 метара, поставши тек трећа особа из Доминиканске Републике која је освојила златну олимпијску медаљу. Паулино је такође освојиla сребро на Светском првенству 2022. и злато 2023.
У мешовитој штафети 4× 400 м освојила је сребро на Олимпијским играма 2020. и злато на Светском првенству 2022..

## Лични живот
Паулино је рођена у селу Дон Грегорио, у општини Низао у провинцији Перавиа. Одгајала ју је њена мајка Анаталија Паулино, којој је Марилејди била пето дете од шесторо синова и кћери.
Паулино је у средњој школи у свом родном граду Низао почела да се бави спортом. Играла је прво одбојку, а потом је замало ушла у рукометну репрезентацију Доминиканске Републике. Након што је играла годину дана, укључена је у атлетски камп и регрутована од стране Атлетског савеза своје земље. Почела је да тренира атлетику боса.
Њен кубански тренер Јасен Перез Гомез је дефинисао Марилејди као веома дисциплиновану особу. 2018. Паулино је од владе добила стан у свом родном граду Низао. Била је захвална и изјавила да јој је ово променило живот.
Године 2023., Паулино је унапређена у потпоручника и одликована Панамеричком летачком медаљом у доминиканским ваздухопловним снагама.

## Каријера

### Олимпијске игре у Токију 2020.
На Олимпијским играма 2020. желела је да трчи у финалу и освоји олимпијску медаљу. На свом првом олимпијском такмичењу удружила се са Лидио Андрес Фелиз, Анабел Медином, Лугуелином Сантосом и Александром Огандом у мешовитој штафети 4 × 400 метара где су у квалификацијама истрчали национални рекорд Доминиканске Републике у времену од 3:12,74. Паулино је истрчала своју деоницу од 400 метара за 49,60 секунди. У финалу је мешовита штафета Доминиканске Републике освојила сребрну медаљу са временом 3:10,21, а Марилејди је своју деоницу истрчала за 48,7 секунди. Паулино и Анабел Медина постале су прве доминиканске атлетичарке које су икада освојиле олимпијску медаљу.

Током полуфиналне трке на 400 метара, Марилејди је поставила нови национални рекорд са 49,38 и пласирала се у финале. У финалу је истрчала нови национални рекорд од 49,20 и освојила сребрну медаљу. Постала је прва доминиканска атлетичарка која је освојила више од једне медаље на истим Олимпијским  играма. Добила је награде од доминиканске владе, локалног ланца супермаркета  и кућу као поклон од генералног директора једне радио станице.

### 2022
Паулино је 2022. освојила златну медаљу на Светском првенству у трци мешовитих штафета 4×400 м, поставивши друго најбрже време икада, 3:09,82. Марилејди је своју деоницу од 400 метара истрчала за 48,47 секунди. У финишу ове трке је престигла Американку Алисон Феликс. Паулино је освојиола сребрну медаљу у трци на 400 м са резултатом од 49,60 секунди.

### 2023
На Светском првенству у Будимпешти Марилејди Паулино је победила у трци на 400 метара са временом 48,77 секунди.

### 2024
На Олимпијским играма у Паризу Паулино је освојила златну медаљу у трци на 400 метара. У финалној трци Паулино је истрчала нови олимпијски рекорд са временом 48,17 секунди.

## Достигнућа
Све информације преузете са профила Марилејди Паулино на сајту Светске Атлетике.

### Међународна такмичења,
| Година | Такмичење                          | Место                | Позиција      | Дисциплина     | Резултат         | Белешка |
| ------ | ---------------------------------- | -------------------- | ------------- | -------------- | ---------------- | ------- |
| 2017   | Универзијада                       | Тајпеј, Тајван       | 11.           | 200 м          | 23.95            |         |
| 2017   | Универзијада                       | Тајпеј, Тајван       | Квалификације | 4 × 100 м      | Дисквалификоване |         |
| 2019   | Панамеричке игре                   | Лима, Перу           | 14.           | 100 м          | 11.84            |         |
| 2019   | Панамеричке игре                   | Лима, Перу           | 7.            | 200 м          | 23.29            |         |
| 2019   | Светско првенство                  | Доха, Катар          | 17.           | 200 м          | 23.03            |         |
| 2021   | Светско првенство у тркама штафета | Хожов, Пољска        | 3.            | 4 × 400 м микс | 3:17.58          |         |
| 2021   | Олимпијске игре                    | Токио, Јапан         | 2.            | 400 м          | 49.20            |         |
| 2021   | Олимпијске игре                    | Токио, Јапан         | 2.            | 4 × 400 м микс | 3:10.21          |         |
| 2022   | Светско првенство                  | Јуџин, САД           | 2.            | 400 м          | 49.60            |         |
| 2022   | Светско првенство                  | Јуџин, САД           | 1.            | 4 × 400 м микс | 3:09.82          |         |
| 2023   | Светско првенство                  | Будимпешта, Мађарска | 1.            | 400 м          | 48.76            |         |
| 2023   | Панамеричке игре                   | Сантјаго, Чиле       | 1.            | 200 м          | 22.74            |         |
| 2023   | Панамеричке игре                   | Сантјаго, Чиле       | 3.            | 4 × 100 м      | 44.32            |         |
| 2023   | Панамеричке игре                   | Сантјаго, Чиле       | 2.            | 4 × 400 м      | 3:34.27          |         |
| 2024   | Олимпијске игре                    | Париз, Француска     | 1.            | 400 м          | 48.17 ОР         |         |